# Bazu Worku
Bazu Worku Hayla (15 settembre 1990) è un maratoneta e mezzofondista etiope.

## Biografia
Nel 2009 si è piazzato in seconda posizione alla Maratona di Parigi, mentre nel 2010 è arrivato terzo alla Maratona di Berlino. Nel 2011 ha gareggiato ai Mondiali nella maratona, concludendo però la gara con un ritiro.

## Palmarès
| Anno | Manifestazione | Sede  | Evento   | Risultato | Prestazione | Note |
| ---- | -------------- | ----- | -------- | --------- | ----------- | ---- |
| 2011 | Mondiali       | Taegu | Maratona | dnf       | dnf         |      |

## Campionati nazionali
2010
- Oro ai campionati etiopi, 30 km su strada - 1h32'23"

## Altre competizioni internazionali
2008
- 12º alla Mezza maratona di Delhi ( Nuova Delhi) - 1h02'52"

2009
- Argento alla Maratona di Parigi ( Parigi) - 2h06'15"
- Oro alla Mezza maratona di Parigi ( Parigi) - 1h01'56"

2009
- Bronzo alla Maratona di Berlino ( Berlino) - 2h05'25"
- Bronzo alla Maratona di Ottawa ( Ottawa) - 2h09'54"

2012
- 10º alla Maratona di Londra ( Londra) - 2h10'14"
- 5º alla Maratona di Francoforte ( Francoforte sul Meno) - 2h08'39"
- 13º alla Maratona di Dubai ( Dubai) - 2h07'48"

2015
- 6º alla Maratona di Dubai ( Dubai) - 2h07'09"

2017
- Argento alla Maratona di Praga ( Praga) - 2h08'48"
- Bronzo alla Maratona di Istanbul ( Istanbul) - 2h11'39"

2019
- 4º alla Maratona di Pechino ( Pechino) - 2h10'56"

2020
- 6º alla Maratona di Siviglia ( Siviglia) - 2h06'47"